# 葛婉仪
葛婉仪（1987年6月24日—），笔名独木舟，出生于河南郑州，祖籍浙江嘉善，中国大陆作家。著有小说《深海里的星星》、《今日谈》等。

## 生平
1987年6月24日，葛婉仪出生于郑州市。其父祖籍浙江嘉善，其母是郑州本地人。她先后就读于郑州市经三路小学、郑州一中，毕业于郑州大学文学系。2010年，葛婉仪大学毕业，进入河南人民广播电台工作，先后担任河南广播电视台音乐广播主持人、河南电台编辑等职务。2017年，葛婉仪出版了自己的第一本长篇小说《深海里的星星》。
2018年5月，她创办了自己的工作室。